# Exhibit B
Exhibit B est une exposition d'art contemporain, sous forme d'une série de tableaux vivants. Cette œuvre du Sud Africain Brett Bayley, d'origine afrikaans, fut exposée en 2013 et 2014 dans plusieurs pays, elle est qualifiée d'"installation-performance" par l'artiste. S'inspirant du phénomène des zoos humains, elle est analysée par un spécialiste de l'art contemporain comme une redistribution des rôles d'auteur, d'interprète et de spectateur, assimilé à un voyeur. L'œuvre fut accusée de racisme par des associations, l'argument donné étant celui d'une réification qui dans la continuité du zoo humain place les Noirs en position animale, et une action en justice contre l'exposition est menée. Le juge déclare que la représentation dénonce « sans ambiguïté » les traitements des populations noires contraires aux Droits de l'Homme durant l'époque coloniale et dans le monde contemporain.

## Description et analyse
Exhibit B se place dans le cadre d'une trilogie (Exhibit A, Exhibit B, Exhibit C) dénonçant et s'inspirant des zoos humains, qui contribuèrent à faire du racisme scientifique un racisme populaire. Présentée comme zoo humain, l'œuvre prend aussi la forme d'un tableau vivant, genre se rediffusant chez les artistes à partir de 1980. Pour Brett Bayley, l'œuvre porte sur le racisme, la réification des Noirs et la colonisation. Selon Marc Maire, professeur d'Art, l'œuvre ébranle les différentes postures traditionnelles : le spectateur assimilé à un voyeur, l'auteur, l'acteur de la performance.
Les consignes données aux personnes visitant l'exposition appartiennent à l'œuvre. Les visiteurs se séparent de leurs effets personnels puis sont installés isolément sur des bancs et se voient attribuer des numéros. Ils sont ensuite tirés au sort pour visiter, avec un règlement strict (par exemple, défense de revenir en arrière). La musique de l'exposition s'inspire de chants namibiens traditionnels. L'exposition de la « Vénus hottentote » est reconstituée. D'autres tableaux vivants racontent d'autres moments historiques liés à ces exhibitions. L'exposition est qualifiée de "passion" et de "chemin de croix" par Marc Maire. Pour ce dernier, ce n'est plus la personne Noire qui est "jetée en pâture" aux spectateurs, mais l'inverse : le spectateur se retrouve face aux acteurs et peut ressentir de la gêne. La relation est purement visuelle entre spectateur et acteur. L'œuvre traite du regard de l'Autre et du voyeurisme, même si Maire évoque un certain kitsch. D'après Brett Bayley, la trilogie Exhibit est destinée aux Blancs ; on lui reproche parfois d'être repentant et de chercher à se justifier. Le nom s'Exhibit signifie à la fois pièce à conviction et exposition.

## Controverse
L'exposition ne suscite pas de controverse en Afrique du Sud, mais à Londres et à Paris, elle est accusée de racisme. D'autres acteurs comme la Ligue des Droits de l'Homme, ainsi que la LICRA et le MRAP, prennent la défense de l'exposition, qui compte des témoignages des acteurs, formés à l'art de la performance
. Un slogan contre l'exposition est « ce qui est fait pour nous, sans nous, est contre nous », l'exposition suscitant des manifestations.

### Affaire judiciaire
En France, une affaire judiciaire eut lieu, mais se conclut par le maintien de l'exposition à Paris. L'exposition est annulée à Londres.